# Гарси Лассо де ла Вега II
Гарси Лассо де ла Вега II, также известный как «Младший» (исп. Garcilaso II de la Vega, Garcilaso de la Vega el Joven; ? — 1351, Бургос) — кастильский дворянин, старший сын Гарси Лассо де ла Вега «эль-Вьехо» («Старшего») и его первой жены Хуаны де Кастаньеды. Он командовал кастильской армией против Наварры в битве при Рио-Саладо в 1334 году. Отличившись своей доблестью, он был назначен высшим королевским чиновником при дворе Фадрике Альфонсо де Кастильи, магистра ордена Сантьяго и сына Альфонсо XI Кастильского. Позднее он был назначен старшим аделантадо Кастилии через покровительство Хуана Нуньеса де Лара. После смерти своего покровителя он нашел убежище в Бургосе, опасаясь гнева Хуана Альфонсо де Альбуркерке. Король Кастилии Педро I Жестокий и его верные люди нашли его там, где он перенес ужасную смерть, свидетелем которой был король в 1351 году, как сообщает Педро Лопес де Айала в своей хронике о правлении этого монарха.

## Наследование
В дележе отцовского имущества после его смерти в 1338 году, Гарси Лассо де ла Вега получил в наследство девять вилл в регионе Астурия-де Сантильяна. Он также унаследовал имущество и права, которые его отец получил от короля в усадьбах Кудон и замке Гуардо со своими деревнями, за исключением Торремормохон, который получила Уррака Родригес де Рохас. Взамен он получил в качестве компенсации замок Лусио.

## Браки и потомки
Гарси Лассо де ла Вега был дважды женат. Его первой женой стала Уррака Родригес де Рохас, дочь Хуана Родригеса де Рохаса, от которого у него не было детей.
Его второй брак был с Леонорой Гонсалес де Корнадо (фамилия, которая позже изменится на Коронадо), дочерью Гонсало Родригеса де Корнадо и Эльвиры Ариас. Вдова Леонора фигурирует в документах монастыря Санта-Клара в Астудильо, Паленсия, где она продала серебряный крест с драгоценными камнями за 10 000 мараведи Марии де Падилье. Дети от второго брака:
- Гарси Лассо Руис де ла Вега (1340 — 2 апреля 1367)
- Гонсало Руис де ла Вега
- Санчо Лассо де ла Вега

3 октября 1349 года, перед осадой Гибралтара, Гарси Лассо де ла Вега составил завещание, в котором просил похоронить его в монастыре Санта-Клара-де-Кастрохерис и упомянул о двух своих женах. Он оставил некоторые владения своему шурину Диего Родригесу де Рохасу и ссылается на свою тещу Санчу, жену Хуана Родригеса де Рохаса, отца его первой жены.
Его вторая жена, Леонора, 12 апреля 1378 года написала завещание, в котором также просила похоронить ее в том же монастыре, что и её мужа, и упомянула своих детей, Гонсало и Санчо, а также внука по имени Гонсало.